# Dabiebergen
Dabiebergen är en bergskedja i centrala Kina som utgör vattendelaren mellan Yangtze- och Huaifloderna. Bergskedjan utgör också en naturlig gräns mellan Hubei-provinsen och Henan-provinsen i norr och Anhui-provinsen i öster. Norr om bergskedjan förekommer allmänt varma lövfällande skogar och söder om bergstrakten subtropiska städsegröna skogar.
Bergskedjan är till större delen skogbeklädd (c:a 85 procent) och har ett betydande bestånd av bambu och ek. Andra typiska växter i bergstrakten tillhör tallsläktet, magnoliasläktet, kameliasläktet och kejsarträdssläktet. Här hittas även kinesisk sekvoja (Metasequoia glyptostroboides). Andra medlemmar av samma släkte dog ut under tertiär. Även ginkgo växer i skogarna.